# Rick Springfield
Richard Lewis Springthorpe (Sydney, 1949. augusztus 23. –) amerikai-ausztrál zenész, színész. A Zoot pop-rock együttes tagja volt 1969-től 1971-ig, ezután több együttesben is zenélt. Több filmben és sorozatban is szerepelt, ezek közé tartozik a General Hospital, a Kaliforgia és a Family Guy. Legismertebb dalai a Jessie's Girl és a Speak to the Sky. Előbbivel az első helyet szerezte meg az amerikai és ausztrál slágerlistákon is, 1981-ben. Utóbbival a top 10-be került 1972-ben, Ausztráliában. Ezen kívül a Speak to the Sky-jal kezdődött a szóló karrierje.

## Élete
1949. augusztus 23.-án látta meg a napvilágot az Új-Dél-Wales állambeli Guildfordban, Richard Lewis Springthorpe néven. Eileen Louise és Norman James Springthorpe fia. Anyai ágon lévő nagyszülei angol származásúak voltak. Kiskorában a Victoria állambeli Broadmeadows-ban élt szüleivel. 14 éves korában látta a The Beatles-t fellépni a melbourne-i Festival Hall-ban.

## Magánélete
17 éves korában öngyilkosságot próbált meg elkövetni azzal, hogy felakasztja magát. Évtizedekig depresszióval küzdött.
1974-től 1976-ig Linda Blair színésznővel állt kapcsolatban. Blair akkor 15 éves volt, Springfield pedig 25.
1981. április 24.-én Rick Springfield apja, Norman James Springthorpe elhunyt.
1984. októberében házasodott össze Barbara Porterrel Ausztráliában.  Barbara a stúdió recepciósaként dolgozott, Rick pedig ebben a stúdióban vette fel a Working Class Dog albumot. Két fiuk született: Liam (1985) és Joshua (1989). A Tao album megjelenése után Springfield szünetet tartott, hogy több időt töltsön a családjával.
2006. március 2.-án bejelentette, hogy amerikai állampolgár lett.
2018 januárjában egy interjúban elmondta, hogy 2017-ben ismét öngyilkosságot próbált elkövetni.

## Diszkográfia
- Beginnings (1972)
- Comic Book Heroes (1973)
- Mission: Magic! (1974)
- Wait for Night (1976)
- Working Class Dog (1981)
- Success Hasn't Spoiled Me Yet (1982)
- Living in Oz (1983)
- Hard to Hold (1984)
- Beautiful Feelings (1984)
- Tao (1985)
- Rock of Life (1988)
- Sahara Snow (1997)
- Karma (1999)
- Shock/Denial/Anger/Acceptance (2004)
- The Day After Yesterday (2005)
- Christmas with You (2007)
- Venus in Overdrive (2008)
- My Precious Little One: Lullabies for a New Generation (2009)
- From the Vault (2010)
- Songs for the End of the World (2012)
- Rocket Science (2016)
- The Snake King (2018)
- Orchestrating My Life (2019)
- The Red Locusts (2021)
- Jack Chrome & the Darkness Waltz (2021)
- Working Class Dog (40th Anniversary Live) (2022)
- Springfield (2023)
- Automatic (2023)

## Filmográfia
- 1978: Rockford nyomoz ("The Rockford Files") (tv-sorozat, 4. évad , 17. epizód)
- 1978: Wonder Woman
- 1978: Battlestar Galactica (tv-sorozat)
- 1980–1982, 2005–2007, 2008, 2012, 2013: General Hospital (tv-sorozat)
- 1984: Hard to Hold
- 1989: Midnight Cop
- 1992: Human Target (tv-sorozat)
- 1994: High Tide (tv-sorozat)
- 1994: Robin’s Hoods (tv-sorozat)
- 1998: Legion
- 1998: Loyal Opposition: Terror in the White House
- 1999: Dying to Dance
- 2009: Kaliforgia (tv-sorozat, 3.évad)
- 2011: Hawaii Five-0 (tv-sorozat S 1. évad, 22. epizód)
- 2013: Sound City (dokumentáció)
- 2015: Ricki and the Flash
- 2016: Odaát (tv-sorozat)
- 2017: Amerikai Horror Story: Szekta (tv-sorozat, 7. évad, 8. epizód)